# Đường cao tốc Côn Minh – Bangkok
Đường cao tốc Côn Minh-Bangkok (tiếng Trung: 昆曼高速公路) là một tuyến đường nối Côn Minh ở tỉnh Vân Nam với Bangkok của Thái Lan. Nó là một trong ba tuyến hành lang kinh tế Bắc-Nam của Tiểu vùng Sông Mekong Mở rộng. Hai tuyến còn lại, một nối Côn Minh với Mandalay (Myanma), và một là Hành lang kinh tế Côn Minh - Hà Nội - Hải Phòng.
Đường cao tốc Côn Minh-Bangkok có chiều dài 1900 km, khoảng 730 km ở trên lãnh thổ Trung Quốc, 250 km đi qua Lào. Dự án này do các quốc gia Lào, Trung Quốc, Thái Lan và Ngân hàng Phát triển châu Á góp vốn. Tuyến đường này đi qua các vùng cao nguyên và rừng rậm.
Tuyến đường này về cơ bản đã hoàn thành và thông xe vào tháng 4 năm 2008, nhưng chưa có hiệu quả rõ rệt do một số vấn đề như thời gian xuất cảnh,nhập cảnh dài,thủ tục phức tạp, không thống nhất giữa các bên, mức phí thu cao, chưa có cầu nối qua sông Mê Kông tại điểm cuối trên lãnh thổ Lào và điểm đầu trên lãnh thổ Thái Lan (Chiang Khong), hiện vẫn đang dùng phà. 
| Đoạn                                                    | Chiều dài (km)1 | Tuyến | Tình trạng                               |
| ------------------------------------------------------- | --------------- | ----- | ---------------------------------------- |
| Côn Minh - Ngọc Khê (Trung Quốc)                        | 86              | 213   | Hoàn thành tuyến cao tốc 6 làn (1999)    |
| Ngọc Khê - Nguyên Giang (Trung Quốc)                    | 112             | 213   | Hoàn thành tuyến cao tốc 4 làn (2000)    |
| Nguyên Giang - Ma Hắc (Trung Quốc)                      | 147             | 213   | Hoàn thành tuyến cao tốc (12/2003)       |
| Mạc Hà - Tư Mao (Trung Quốc)                            | 71              | 213   | Hoàn thành tuyến cao tốc                 |
| Tư Mao - Xiaomenyang (Cảnh Hồng, Trung Quốc)            | 97              | 213   | Đang xây                                 |
| Xiaomenyang - Ma Hàm/Boten (Trung Quốc/Lào)             | 217             | 214   | Quy hoạch                                |
| Ma Hàm/Boten - Luang Namtha (Lào)                       | 57              | 3     | Quy hoạch                                |
| Luang Namtha - Ban Houayxay/Chiang Khong (Lào/Thái Lan) | 192             | 3     | Quy hoạch, qua phà ở Mê Kông             |
| Chiang Khong - Chiang Rai (Thái Lan)                    | 113             | 1020  | Quy hoạch, Tuyến thay thế 1174/1098/1173 |
| Chiang Khong - Tak (Thái Lan)                           | 398             | 1     | Tuyến chia                               |
| Tak - Bangkok (Thái Lan)                                | 426             | 1     | Tuyến chia                               |

1Some distances on existing roads if expressway distances unavailabe